# Cappella di San Nicola (Assisi)
La cappella di San Nicola in trova in fondo al transetto destro della basilica inferiore di Assisi. Venne affrescata nel 1308-1310 circa dai maestri giotteschi, chiamati genericamente Maestro di San Nicola e Maestro Espressionista di Santa Chiara, con Storie di san Nicola di Bari. 

## Storia
La cappella venne fatta erigere da Napoleone Orsini alla fine del Duecento per ospitare la tomba del fratello Giovanni Orsini (morto nel 1292). Il monumento, ispirato a quello di Benedetto XI nella chiesa di San Benedetto a Perugia, venne realizzato entro il primo decennio del Trecento da un artista umbro seguace di Arnolfo di Cambio. La scelta della dedica al santo vescovo è dovuta alla devozione legata alla parentela con papa Niccolò III, fratello di Napoleone.
Il Maestro di San Nicola è stato da taluni identificato con Palmerino di Guido, citato con Giotto in un documento del 1309 come presente in Assisi. La datazione degli affreschi si avvicina a tale data, quando la bottega di Giotto affrescava la cappella della Maddalena e il transetto destro.

## Descrizione e stile
La cappella ha forma poligonale. Nell'archivolto si trovano dodici santi a coppie, come ne figura anche in altre cappelle della basilica inferiore. 
Sopra la parete interna dell'arcone di ingresso si vedono San Francesco e san Nicola che raccomandano a Gesù Napoleone e Gian Gaetano Orsini, sotto i quali si trovano entro riquadri la Maddalena e San Giovanni Battista. 
Dalla destra dell'arcone si vedono le storie di San Nicola che fornisce la dote a tre fanciulle, San Nicola che salva dei naufraghi (scena quasi perduta), San Nicola benedice un penitente con la corda al collo inginocchiato dinanzi a lui; a sinistra San Nicola salva tre innocenti condannati a morte e San Nicola appare in sogno a Costantino; nella parete destra Resurrezione di un bambino, Liberazione di uno schiavo e Restituzione dello schiavo liberato ai genitori; nella parete sinistra Un ebreo profana il busto del santo. La zona inferiore è occupata dalla rappresentazione di santi, che si trovano anche, rappresentati sulle vetrate in sedici coppie, dal disegno riferibile a un artista giottesco coevo alla decorazione della cappella. 
Sopra la tomba infine l'affresco con la Madonna col Bambino tra i santi Nicola e Francesco del Maestro di San Nicola, forse su cartone di Giotto. 
Gli affreschi sono caratterizzati da figure allungate, con architetture fantasiose di sfondo, curate nei dettagli e con numerosi inserti che simulano mosaici cosmateschi.

## Galleria d'immagini

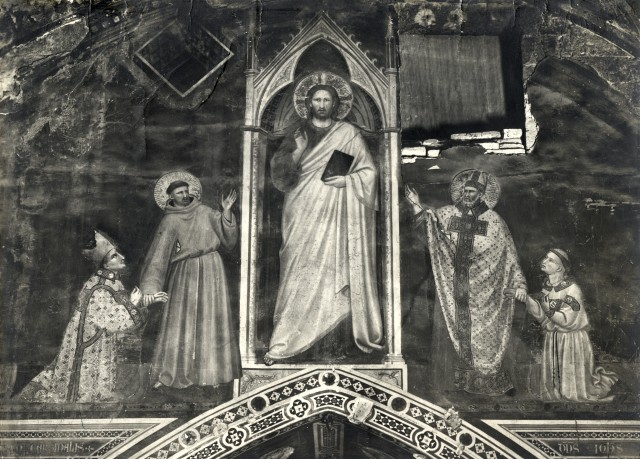
Cristo Redentore tra san Francesco d'Assisi e san Nicola di Bari che presentano Napoleone e Gian Gaetano Orsini
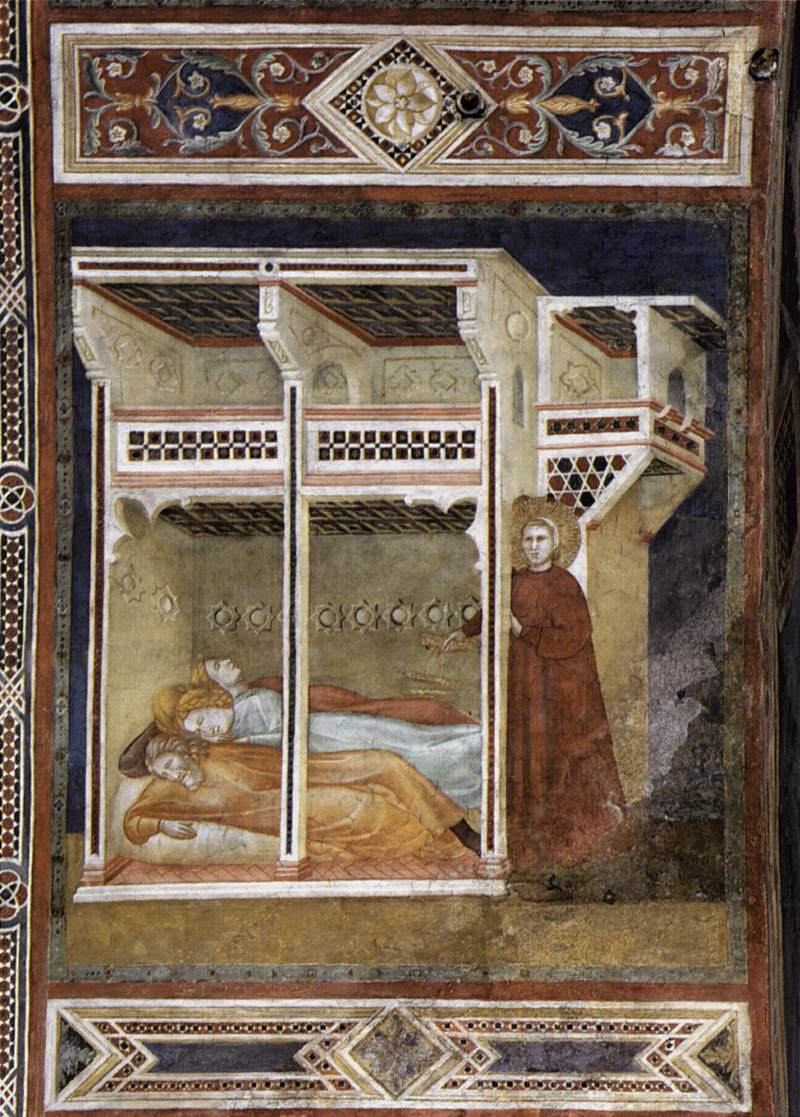
San Nicola dona la dote a tre fanciulle
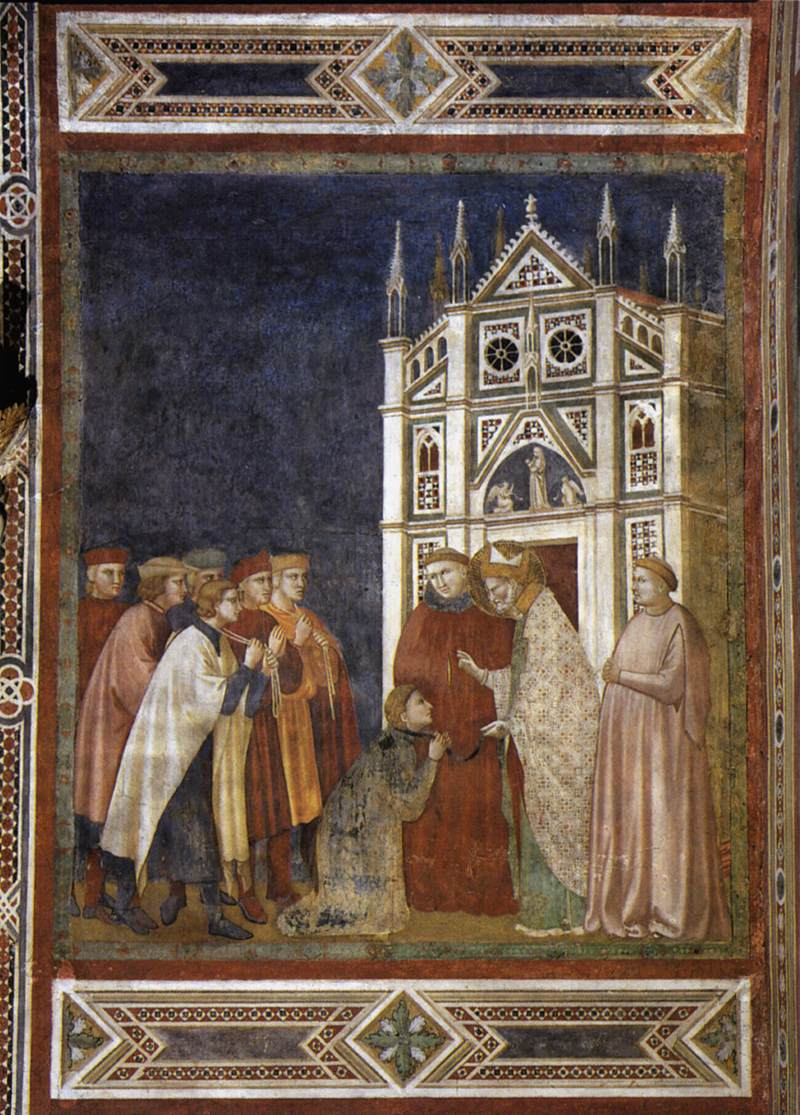
San Nicola benedice un penitente con la corda al collo inginocchiato dinanzi a lui
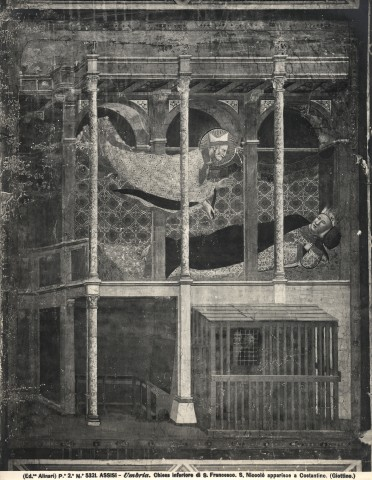
San Nicola appare in sogno a Costantino
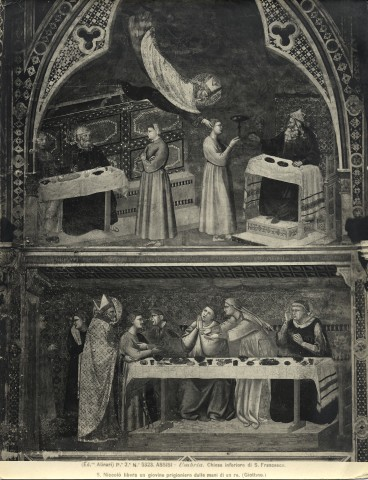
San Nicola di Bari libera Adeodato e lo restituisce ai genitori
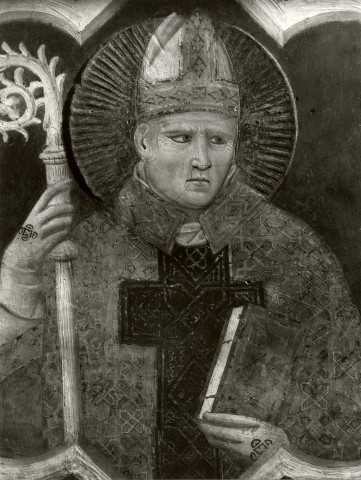
San Nicola
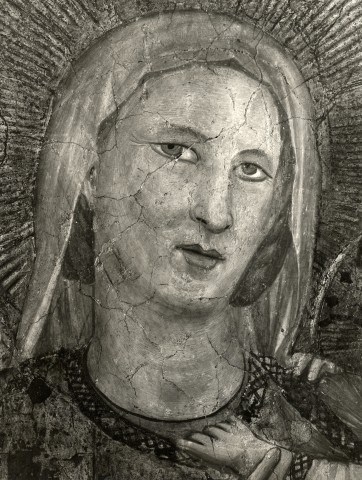
Madonna, dettaglio
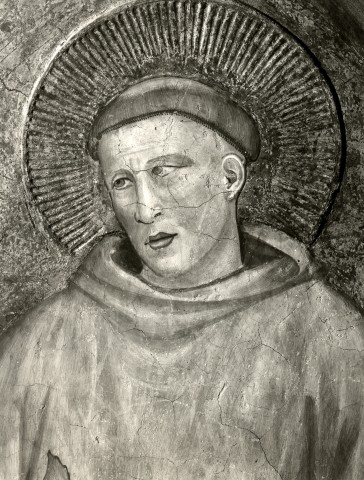
San Francesco